# Frankrikes Grand Prix 1988
Frankrikes Grand Prix 1988 var det sjunde av 16 lopp ingående i formel 1-VM 1988.

## Resultat
1. Alain Prost, McLaren-Honda, 9 poäng
2. Ayrton Senna, McLaren-Honda, 6
3. Michele Alboreto, Ferrari, 4
4. Gerhard Berger, Ferrari, 3
5. Nelson Piquet, Lotus-Honda , 2
6. Alessandro Nannini, Benetton-Ford, 1
7. Satoru Nakajima, Lotus-Honda
8. Mauricio Gugelmin, March-Judd
9. Ivan Capelli, March-Judd
10. Andrea de Cesaris, Rial-Ford
11. Eddie Cheever, Arrows-Megatron
12. Alex Caffi, BMS Scuderia Italia (Dallara-Ford)
13. Yannick Dalmas, Larrousse (Lola-Ford)
14. Stefano Modena, EuroBrun-Ford
15. Pierluigi Martini, Minardi-Ford

### Förare som bröt loppet
- Luis Pérez Sala, Minardi-Ford (varv 70, för få varv)
- Oscar Larrauri, EuroBrun-Ford (64, koppling)
- Nicola Larini, Osella (56, bakaxel)
- Bernd Schneider, Zakspeed (55, växellåda)
- Nigel Mansell, Williams-Judd (48, upphängning)
- Philippe Alliot, Larrousse (Lola-Ford) (46, elsystem)
- Jonathan Palmer, Tyrrell-Ford (40, motor)
- Riccardo Patrese, Williams-Judd (35, bromsar)
- Thierry Boutsen, Benetton-Ford (28, motor)
- Philippe Streiff, AGS-Ford (20, bränsleläcka)
- Derek Warwick, Arrows-Megatron (11, snurrade av)

### Förare som diskvalificerades
- Piercarlo Ghinzani, Zakspeed (varv 0)

### Förare som ej kvalificerade sig
- Rene Arnoux, Ligier-Judd
- Julian Bailey, Tyrrell-Ford
- Stefan "Lill-Lövis" Johansson, Ligier-Judd

### Förare som ej förkvalificerade sig
- Gabriele Tarquini, Coloni-Ford

## VM-ställning
| Förarmästerskapet 1. Alain Prost, McLaren-Honda, 54 2. Ayrton Senna, McLaren-Honda, 39 3. Gerhard Berger, Ferrari, 21 | Konstruktörsmästerskapet 1. McLaren-Honda, 93 2. Ferrari, 34 3. Lotus-Honda, 14 |